# Marija Terezija od svetog Josipa
Marija Terezija od sv. Josipa, krsnim imenom Ana Marija Tauscher van den Bosch (Sandow, 19. lipnja 1855. – Sittard, 20. rujna 1938.) je blaženica i djevica.

## Životopis

### Rani život
Rodila se 19. lipnja 1855. godine u Sandowu, nedaleko od Frankfurta na Odri, u uglednoj i brojnoj obitelji protestantskog pastora. Ana Marija je kao dijete uvijek bila pobožna, tiha i vesela. Često je išla s majkom u posjet bolesnicima. Odgajana u čvrstoj vjeri i ljubavi prema Bogu i bližnjemu, već kao dijete postaje mali Božji apostol, navjestitelj vjere sebi jednakima, kao dijete djeci, ali također pomaže svojoj majci i u služenju siromasima. Imala je još sedmero mlađe braće i sestara, od kojih je troje umrlo u ranom djetinjstvu. Otac je bio više umjetnik nego župnik. Četiri godine je studirao u Berlinu, gdje je učio glazbu i slikarstvo. Volio je crtati i slikati u prirodi.
Skladan obiteljski život bio je dosta rano narušen majčinom naglom bolešću i smrću. Ana Marija je tada imala 19 godina. Spremna ili ne, morala je preuzeti brigu za obitelji i kućanstvo, ali i razne udruge siromaha u kojima je do tada pomagala majci. Kroz sve to što je proživljavala Ana Marija je sazrela u životu, ali i u vjeri i odnosu prema Bogu. Bila je istinski tražitelj smisla i punine vjere. Puno je molila i svakodnevno po sat vremena čitala Sveto pismo.
U svojoj 31. godini zaposlila se Kölnu kao voditeljica psihijatrijske bolnice. Preuzimanjem posla u toj bolnici prvi puta u svom životu našla se u jednom katoličkom ambijentu. Svi su, osim ravnatelja, bili katolici. Iako je rasla u protestantskoj vjeri, sama je rekla da se nikada nije tako osjećala.

### Prelazak na katoličanstvo
Kako je vrijeme prolazilo Ana Marija je upoznala katoličku vjeru. Odlučila je prijeći na katoličku vjeru i bila je čvrsta u svojoj odluci unatoč mnogim zaprekama i poteškoćama. U svojoj 33. godini (30. listopada 1888.) učinila je taj važan iskorak, svjestan, radostan, ali i bolan jer je s time izgubila povjerenje svoga oca, posao i krov nad glavom. U ovoj teškoj situaciji, dok ne nađe neko namještenje, prihvatile su je redovnice u jedan samostan gdje je radila kao pomoćnica. Unatoč skromnoj plaći uvijek je nešto uštedila za siromahe. Veliku ulogu odigrala je u svemu tome knjiga sv. Terezije Avilske "Moj život". Čitajući tu knjigu oduševila se životom u Karmelu i u njemu je pronašla svoj ideal.

### Redovništvo
U njoj je sve više sazrijevala misao, ne samo da postane redovnica, nego da sama osnuje redovničku zajednicu u koju bi unijela duh i pravila sv. Terezije Avilske. Uvijek joj je bio živ pred očima san iz djetinjstva o domu za beskućnike. U susretu s napuštenom djecom koja su često bila ponuđena na prodaju Ana Marija otkriva svoju karizmu. U Berlinu je 1891. godine otvorila malo prihvatilište za djecu i tako postavila temelj jedne nove karmelske obitelji, temelj Karmelu Božanskog Srca Isusova, kojem će ona postati duhovna majka. Sama je to izrazila riječima: Sv. Terezija je postigla cilj za kojim sam ja težila. Zašto je ne bih smjela slijediti bez stroge klauzure?! Vrijeme se mijenja, ali duh, ljubav i revnost u radu za spas duša ostaje uvijek ista.
Tom plemenitom radu se pridružuju mnoge djevojke od kojih kasnije nastaje zajednica - družba pripojena Redu bosonogih karmelićana kao novi ogranak. Uzima redovničko ime Marija Terezija od sv. Josipa, a svoj Karmel posvećuje Božanskom Srcu Isusovu jer u srcu Crkve želi živjeti molitvu, zadovoljštinu i djelotvornu ljubav pod geslom: "Boga u svima gledati, Bogu u svima služiti, Boga u svima ljubiti."
Već za njezina života Karmel BSI se proširio po Europi: od Njemačke, preko Češke, Nizozemske, Engleske, Švicarske, Italije, Mađarske, Hrvatske (od 1917. god.) pa i do Amerike. I danas se skoro u svim ovim državama nalaze samostani ove zajednice, kao i u misijama: Brazil, Island, Afrika i Rusija.

## Proglašenje blaženom
Majka Marija Terezija umrla je 20. rujna 1938. god., a postupak za proglašenje blaženom pokrenut je 1953. godine u Nizozemskoj, gdje se nalazi generalna kuća karmelićanki BSI, grob utemeljiteljice i gdje je također proglašena blaženom 13. svibnja 2006. godine. Njezin blagdan slavi se 30. listopada.

## Vanjske poveznice
- Bl. Marija Terezija od sv. Josipa, Ana-Maria Tauscher van den Bosch